# Kevin López
Kevin López Yerga (Lora del Río, 12 de junio de 1990) es un exatleta español especializado en carreras de medio fondo. Fue plusmarquista nacional de 800 metros con una marca de 1:43.74 conseguida en reunión de la Liga de Diamante en Mónaco el 20 de julio de 2012.
López siguió la línea de otros ochocentistas sevillanos, como Antonio Manuel Reina, Manuel Olmedo y Luis Alberto Marco, con quien compartió entrenamientos. Fue campeón de España de 800 metros al aire libre en seis ocasiones entre 2010 y 2017, así como otras cinco en pista cubierta (desde 2012 hasta 2016), y una vez de 1500 m al aire libre (2019). Participó en grandes competiciones internacionales desde 2010, consiguiendo sendas medallas en los Campeonatos de Europa en pista cubierta de 2013 (plata) y 2011 (bronce). Su mejor resultado al aire libre lo consiguió en 2010, un sexto puesto en el Campeonato de Europa. En categorías inferiores al aire libre, ha fue campeón de Europa júnior en 2009 y subcampeón promesa en 2011.
Anunció su retirada en agosto de 2022.
Se llama así porque su padre es fan del motorista Kevin Schwantz.

## Palmarés nacional
Actualizado el 3 de septiembre de 2015.
- Campeón de España Absoluto de 800 m al aire libre (2010-2011-2013-2014-2015) y subcampeón (2009)
- Campeón de España Absoluto de 800 m en pista cubierta (2012-2013-2014-2015) y 3º (2010)
- Campeón de España Promesa de 800 m al aire libre (2011)
- Campeón de España Promesa de 800 m en pista cubierta (2011)
- Subcampeón de España promesa 1500 m al aire libre (2010)
- Campeón de España Júnior de 800 m al aire libre (2008-2009)
- Campeón de España Júnior de 800 m en pista cubierta (2009)
- Campeón de España Juvenil de 800 m al aire libre (2006)

## Resultados internacionales
| Año  | Competición                          | Lugar                    | Prueba | Puesto              | Resultado |
| ---- | ------------------------------------ | ------------------------ | ------ | ------------------- | --------- |
| 2008 | Campeonato Mundial Junior            | Bydgoszcz, Polonia       | 800 m  | 8º en semifinal     | 1:53.57   |
| 2009 | Campeonato Europeo Junior            | Novi Sad, Serbia         | 800 m  | 1º                  | 1:48.25   |
| 2010 | Campeonato Europeo                   | Barcelona, España        | 800 m  | 6º                  | 1:47.82   |
| 2011 | Campeonato Europeo en Pista Cubierta | París, Francia           | 800 m  | 3º                  | 1:48.35   |
| 2011 | Campeonato Europeo sub-23            | Ostrava, República Checa | 800 m  | 2º                  | 1:46.93   |
| 2011 | Campeonato Mundial                   | Daegu, Corea del Sur     | 800 m  | 7º en semifinal     | 1:46.86   |
| 2012 | Campeonato Europeo                   | Helsinki, Finlandia      | 800 m  | 3º en semifinal     | 1:47.30   |
| 2012 | Juegos Olímpicos                     | Londres, Reino Unido     | 800 m  | 6º en semifinal     | 1:46.66   |
| 2013 | Campeonato Europeo en Pista Cubierta | Gotemburgo, Suecia       | 800 m  | 2º                  | 1:49.31   |
| 2013 | Campeonato Mundial                   | Moscú, Rusia             | 800 m  | 7º en semifinal     | 1:52.93   |
| 2014 | Campeonato Mundial en Pista Cubierta | Sopot, Polonia           | 800 m  | 3º en eliminatorias | 1:47.34   |
| 2014 | Campeonato Europeo                   | Zúrich, Suiza            | 800 m  | 8º en semifinal     | 1:48.90   |
| 2015 | Campeonato Mundial                   | Pekín, China             | 800 m  | 4º en semifinal     | 1:45.84   |
| 2016 | Juegos Olímpicos                     | Río de Janeiro, Brasil   | 800 m  | 8º en series        | 1:53.41   |
| 2017 | Campeonato Europeo en Pista Cubierta | Belgrado, Serbia         | 800 m  | 6º                  | 1:54.17   |
| 2017 | Campeonato Mundial                   | Londres, Reino Unido     | 800 m  | 8º en semifinal     | 1:47.62   |
| 2019 | Campeonato Europeo por Equipos       | Bydgoszcz, Polonia       | 1500 m | DQ                  | --        |
| 2019 | Campeonato del Mundo                 | Doha, Catar              | 1500 m | 19º (series)        | 3:37.56   |

## Mejores marcas personales
| Mejores marcas personales | Mejores marcas personales | Mejores marcas personales | Mejores marcas personales |
| Distancia                 | Tiempo                    | Lugar                     | Fecha                     |
| ------------------------- | ------------------------- | ------------------------- | ------------------------- |
| 400 m                     | 46.90                     | Sevilla, España           | 11 de mayo de 2013        |
| 800 m                     | 1:43.74                   | Mónaco, Mónaco            | 20 de julio de 2012       |
| 800 m pista cubierta      | 1:45.69                   | Estocolmo, Suecia         | 6 de febrero de 2014      |
| 1500 m                    | 3:34.83                   | Lausana, Suiza            | 5 de julio de 2019        |